# Трейманис, Никлавс
Никлавс Трейманис (латыш. Niklavs Treimanis; род. 12 ноября 2003, Рига) — латвийский футболист, защитник.

## Карьера
Воспитанник футбольного клуба «Метта», в котором начинал свой футбольный путь. Прошёл все юношеские и молодёжные команды в клубе. Неоднократно становился чемпионом различных юношеских местных и международных чемпионатов. В 2021 году стал чемпионом Второй Лиги со второй командой «Скансте». За основную команду дебютировал 13 марта 2022 года в матче против клуба «Ауда», выйдя на замену на 70 минуте. В июле 2022 года продолжил выступать за резервную команду, где в матче Кубка Латвии против «Екабпилса» отличился дублем. В январе 2023 года футболист покинул клуб.

## Международная карьера
В ноябре 2021 года дебютировал за юношескую сборную Латвии до 19 лет, отправившись вместе с ней на квалификационные матчи юношеского чемпионата Европы до 19 лет.

## Достижения
«Скансте»
- Победитель Второй лиги: 2021

## Семья
Сестра-близнец Нелле Треймане также является профессиональной футболисткой, выступает за женскую сборную Латвии.